# Edgard Frankignoul

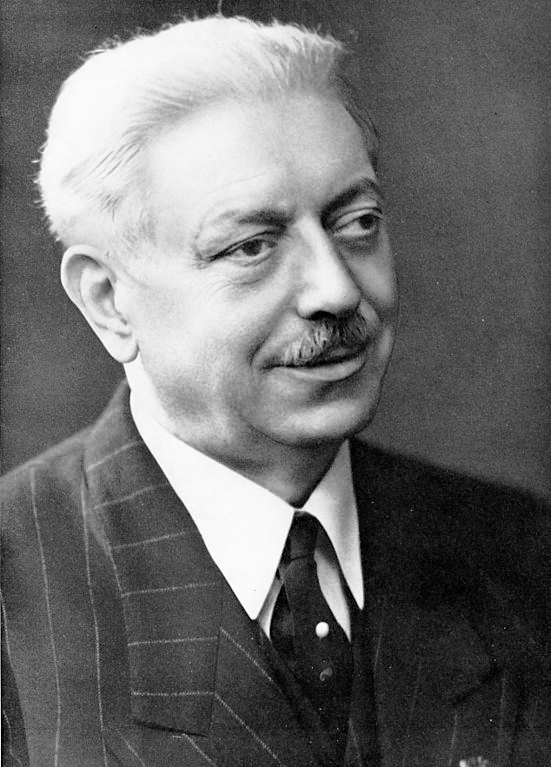
Edgard Frankignoul, 1940

Edgard Frankignoul (* 24. September 1882 in Lüttich, Belgien; † 7. September 1954) war ein belgischer Erfinder und Unternehmer. 1908 erfand er einen Ortbetonrammpfahl mit vergrößertem Pfahlfuß, den Frankipfahl. Im Mai 1909 meldete er seine Erfindung zum Patent an. Gegründet wurde das Unternehmen 1910 in Belgien und damit praktisch kurz vor Ausbruch des Ersten Weltkrieges. Trotz der Bedrohung durch den Krieg gründete Edgard Frankignoul zusammen mit Edmond Baar, einem Aristokraten aus Lüttich, 1910 die „Société des Pieux Armés Frankignoul“. Schon 1911 folgte die „Cie Internationale“.

## Internationale Verbreitung
Der Pfahl erwies sich als so erfolgreich, dass die Technik bereits zwanzig Jahre später von 34 Tochterunternehmen und Lizenznehmern aus aller Welt eingesetzt wurde.
Nach einigen Anlaufschwierigkeiten konnte sich das junge, belgische Unternehmen auch über die Grenzen des Landes hinaus schnell entwickeln. Schon vor 1914 wurden Frankipfähle in weiter entfernten Ländern wie Russland, Rumänien, Ägypten, Spanien, Italien und der Schweiz eingesetzt. Zwischen 1919 und 1928 schloss Frankignoul mit zahlreichen Unternehmen Verträge über Arbeiten im Ausland, zudem wurden Lizenzen für die Schweiz, China, Griechenland, den Kongo, Japan und Italien vergeben.
In Deutschland erwarb 1926 die Philipp Holzmann AG die Ausführungs- und Namensrechte. Die Markteinführung verlief erfolgreich und führte 1932 zur Gründung der Frankipfahl Baugesellschaft mbH in Düsseldorf.
Große Bauvorhaben erhielten Frankipfahl-Gründungen, z. B. der Résidence Palace in Brüssel (1923–1927) mit 2.458 Pfählen, die Brücke über die Waal bei Nijmegen (1933) mit ca. 1.100 Pfählen, die Oper in Sydney und auch zahlreiche Gebäude in Brasilia, der damals neu entstehenden Hauptstadt Brasiliens. Weitere bekannte Bauvorhaben sind die Gründung des Dexia-Turm am Place Rogier im Quartier de l’Europe in Brüssel und der Rosetta-Damm auf dem Nil.
Mit seinem Tod im Jahr 1954 hinterließ der Unternehmer Edgard Frankignoul ein weltweit stetig expandierendes Unternehmen. In den 60er Jahren hatte die Franki-Gruppe Niederlassungen in 44 Ländern.
Heute gibt es immer noch weltweit zahlreiche FRANKI-Gesellschaften bzw. Bauunternehmen, die den Frankipfahl herstellen, z. B. in Deutschland, Belgien, Polen, Spanien, Südafrika, Australien, Kanada und Venezuela.
In Lüttich ist auch heute noch ein Boulevard nach dem Erfinder Edgard Frankignoul benannt.

## Patente
Edgard Frankignoul erhielt in Belgien das folgende Patent:
| Nummer des Patentes | Datum         | Titel                                    |
| ------------------- | ------------- | ---------------------------------------- |
| n° 218 303          | 28. Juli 1909 | System zur Gründung Système de fondation |